# ガーラタウン
ガーラタウン（GaLaTOWN）は、青森県青森市にある複合型大型ショッピングセンター。正式名称は「ガーラタウン・青森ウェストモール」（ガーラタウン・あおもりウェストモール）。地域住民からは「ガーラ」と言われている。
青森市有数のショッピングセンターの一つであり、青森西バイパスの中心となるショッピングセンターでもある。

## 概要

### ジョイシティ時代
2000年（平成12年）に「ハイパーモール・ジョイシティ」としてオープン。キーテナントは「ジョイフルシティみなみ」であった。しかし、「ジョイフルシティみなみ」を運営していた「亀屋みなみチェーン」が2001年（平成13年）に経営破綻し、同年末、開業からわずか1年で閉店した。その後、1年6か月もの間キーテナントがいない状態が続いた。

### 「ガーラタウン」へ改称 - 現在

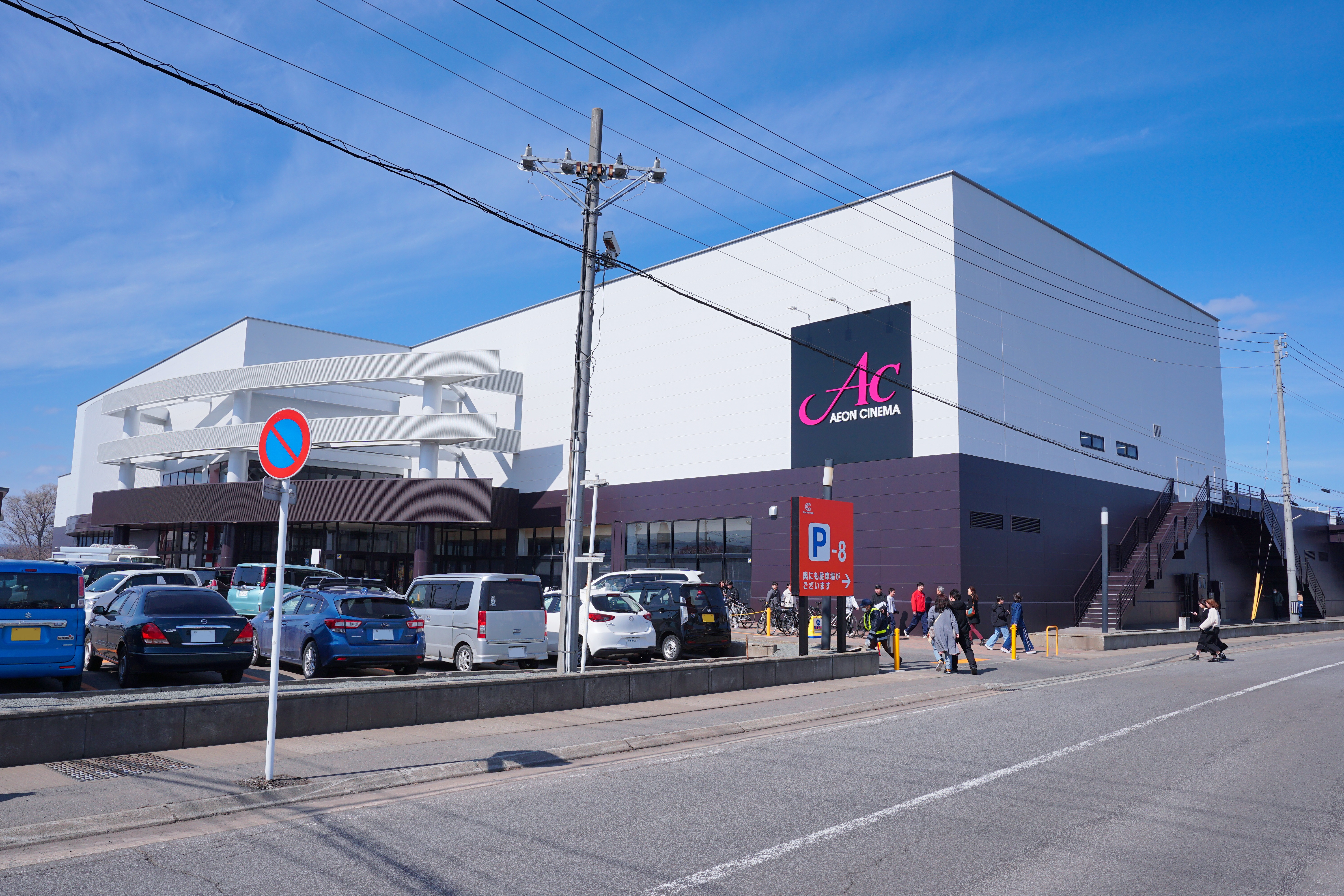
イオンシネマ新青森（2024年3月）

2003年（平成15年）に店舗を地元企業の宝来商事（みちのく銀行の実質関連会社）が買収し、キーテナントが「マエダガーラモール店」になったのと同時に、「ガーラタウン」に改名した。テナント構成にまとまりがなく、あまり魅力的ではなかったジョイシティ時代に比べて、来客のニーズに応えたバランスの良いテナント構成により、安定した客数を維持している。
2023年5月7日、前年10月に施設の賃貸借の再契約交渉が不調に終わったことから「マエダ」が閉店、撤退した。ガーラタウンの土地・建物を所有する弘前市の企業「東日本アセット」は、同日時点で撤退後の用途について表明していないが、同年9月にディスカウントストア「ドン・キホーテ」の大型店舗版となる「MEGAドン・キホーテ」が2024年3月頃の出店を目指して調整中であることが報じられ、その後、ドン・キホーテから同月26日にオープンすることを発表した。

また、同年12月11日には、青森コロナワールド跡地にイオンシネマが2024年3月20日に出店することが発表された。イオンシネマとしては数少ないイオングループ以外の企業が運営している商業施設への入居であり、かつ初の本格的な居抜き出店による開業となる。

## 主なテナント

### メインテナント
- トイザらス青森店
- 買取専門店さすがや
- スポーツデポ青森店
- 西松屋ガーラタウン青森店
- 紳士服・はるやま青森西バイパス店
- スイートデコレーション新青森店
- ツルハドラッグ青森ガーラ店
- JOYFIT24 LITE 青森
- やきにく炭や西バイパス店
- イオンシネマ新青森 - コロナワールド跡に開業。旧劇場からスクリーンの横幅を1.2倍に拡大し、座席数は400席ほど減らしてゆとりある構造にされている[8]。
- 万代新青森店[9]
- MEGAドン・キホーテガーラタウン青森店

### ATM
- 青森銀行・ATM統括支店マエダガーラモール店出張所
- みちのく銀行・石江支店マエダガーラモール店出張所
- ゆうちょ銀行・仙台支店マエダガーラモール店内出張所

### かつて入店していたテナント

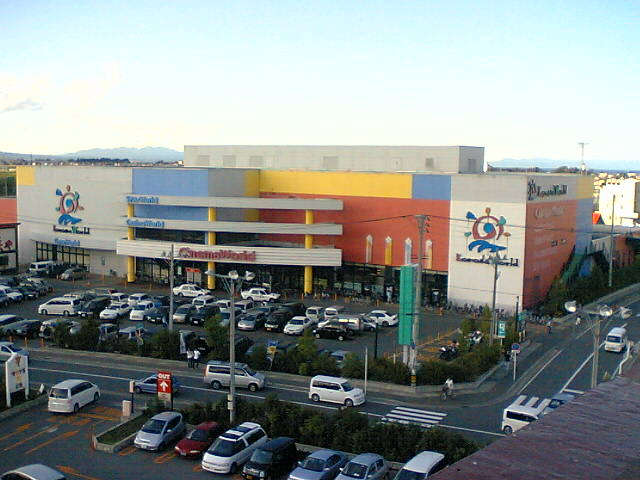
青森コロナワールド（2006年）

- ジョイフルシティみなみ（かつてのキーテナント） - 前述の「亀屋みなみチェーン」の倒産により撤退。
- マエダ
- ベスト電器 - 他店に遅れてオープン。しかし、業界1位のヤマダ電機が青森進出した事等が一因となり撤退。
- クラブセガ - ベスト電器の建物を大幅改造してオープン。同時に建物内にマンガ喫茶の「自遊空間」もオープンした。「自遊空間」は、クラブセガ閉店後も営業を続けていたが、2015年9月20日24時をもって閉店した[10]。
- サンデー - ジョイシティからのテナントであったが、時期的・地理的なすれ違いから自然離脱した。現在も営業中。
- ニトリ -  独立し、付近に新店舗をオープンさせ営業。現在は北海道をメインに展開する「スイートデコレーション」が跡地で営業。
- アメリカ屋
- みちのく銀行 - 石江支店ガーラタウンマエダ西バイパス店第2店出張所として正面側駐車場に設置されていたが店舗内に統一。
- 青森コロナワールド - 再契約も検討されたが、建物所有者側と折り合いがつかず撤退。その後、後継テナントに大手シネコンが引き継ぎ意欲を示したものの、建物所有者と契約締結の最終段階で話がもつれ協議が進んでいなかったが[11]、イオンシネマを展開するイオンエンターテイメントが、跡地にイオンシネマ新青森を2024年3月20日に出店する事を2023年12月11日に表明した[6][7][12]。

## 沿革
- 2000年（平成12年）6月23日 - 「ハイパーモール・ジョイシティ」（当時亀屋みなみチェーンがキーテナント）としてオープン。
- 2001年（平成13年）
  - 3月 - 「青森コロナワールド」が開業[13]。
  - 12月24日 - 「亀屋みなみチェーン」が破綻し、キーテナントだった「ジョイフルシティみなみ西バイパス店」が閉店。
- 2003年（平成15年）6月27日 - 「ガーラタウン」に名称変更する。
- 2005年（平成17年） - 家電量販店「ベスト電器」が撤退、数ヵ月後にゲームセンター「クラブセガ」が入店する。
- 2007年（平成19年）7月 - 青森コロナワールドの立体駐車場の利用開始。これにより、休日のパチンコ客などによる渋滞が緩和される。
- 2008年（平成20年）
  - 11月8日 - 「クラブセガ」が撤退。撤退直後はクラブセガ建物内の「自遊空間」のみ営業していた。
  - 12月20日 - 旧クラブセガに、青森コロナワールドのゲームセンター「青森メトロポリス新館」が入店（のちに新館は閉館）。
- 2010年（平成22年）5月21日 - 「マエダ」が大幅リニューアル。同時に「マエダ西バイパス店」から「マエダガーラモール店」に名称変更。
- 2011年（平成23年）7月1日 - 「青森コロナワールド」内の天然温泉施設・カラオケスタジオが、同年3月11日に発生した東北地方太平洋沖地震の影響により閉店。カラオケ店舗は2013年12月21日に再開オープン。
- 2013年（平成25年）11月24日 - 「ニトリ」が近隣地へ移転のため撤退。
- 2015年（平成27年）9月20日 - クラブセガ建物内の「自遊空間」が閉店[10]。
- 2017年（平成29年）
  - 8月15日 - 「アメリカ屋青森ガーラタウン店」が閉店。
  - 10月6日 - 「スイートデコレーション新青森店」が開店。
  - 11月16日 - 「西松屋ガーラタウン青森店」が開店。
- 2019年（平成31年）2月10日 - 「JOYFIT24」が開店。
- 2020年（令和2年）- 新型コロナウイルス感染拡大に伴う緊急事態宣言の影響で、青森コロナワールドが4月17日から5月7日まで臨時休業[14]。
- 2021年（令和3年）
  - 3月11日 - 「ツルハドラッグ青森ガーラ店」開店[15]。
  - 7月25日 - 「パチンコ青森コロナ」、「青森メトロポリス」、「カラオケスタジオコロナ青森店」閉店。
  - 8月29日 - 「青森コロナシネマワールド」閉館。「青森コロナワールド」が建物の賃貸借契約満了に伴い、完全閉館した[13]。これにより、青森市内からシネマコンプレックスが消滅。
- 2023年（令和5年）
  - 5月7日 - キーテナントである「マエダガーラモール店」が建物の賃貸借契約満了に伴い、閉店した[16][17]。
- 2024年（令和6年）
  - 3月20日 - 「イオンシネマ新青森」開店[7]。
  - 3月26日 - 「MEGAドン・キホーテ ガーラタウン青森店」開店[4]。
  - 9月15日 - 「ツルハドラッグ青森ガーラ店」閉店。
  - 9月21日 - 「万代新青森店」開店[9]。
  - 9月23日 - 「スイートデコレーション新青森店」閉店。

## 名前の由来
「ガーラ」とは、ラテン語で「お祭り」や「ハレ（非日常）」と言う意味の言葉である。ガーラタウンのロゴの「G」は、津軽三味線の弦をイメージしたものである。

## 近隣
- 新青森駅
- サンデー - かつてのテナント。ガーラタウンの一部の看板にはまだテナントとして扱われている。
- ニトリ - かつて同SCに出店していたが、青森西郵便局前に移転したため撤退。
- マクドナルド
- かつや（とんかつ店）
- ヤマダ電機
- カブセンター
- びっくりドンキー
- マルハン
- 半田屋
- 弐萬圓堂
- 青森西郵便局
- スーパードラッグアサヒ

## アクセス
出典 : 
自動車
- E4 東北自動車道青森ICより約10分
- E4A 青森自動車道青森中央ICより約20分

路線バス
| 運行事業者     | 乗車停留所       | 路線・系統           | 下車停留所                       |
| -------------- | ---------------- | -------------------- | -------------------------------- |
| 青森市営バス   | 浅虫温泉駅       | C11                  | ガーラタウン前                   |
| 青森市営バス   | 青森駅           | T50・U50             | ガーラタウン前                   |
| 十和田観光電鉄 | 新青森駅・青森駅 | ガーラタウン特別バス | ガーラタウンイオンシネマ新青森前 |

- かつてシャトルバスは弘南バスが青森駅～ガーラタウン間で運行していたが、当時のキーテナントであるマエダが閉店したことに伴い、2023年5月7日をもって運行を終了した[20]。

## その他
- ジョイシティ時代には、フードコートにはマクドナルドやミスタードーナツ、ケンタッキーフライドチキン、築地銀だこといった有名ファストフード店が出店していた（ケンタッキーは2013年に再出店）。
- かつてはCMを放映していた。ガラガラとガーラをかけた「うがい篇」、「赤ちゃん篇」、モール内を親子が探検する「冒険篇」の3作。